# Schwester Carrie
Schwester Carrie ist ein Roman des Jahres 1900 von Theodore Dreiser.

## Handlung
Die 18-jährige Caroline Meeber, auch Carrie genannt, verlässt ihr Elternhaus in dem ländlich geprägten Wisconsin, um einen Neuanfang in der Großstadt Chicago bei ihrer älteren Schwester Minnie und deren Ehemann Sven zu machen. Auf ihrer Zugfahrt nach Chicago lernt Carrie Charles Drouet kennen, einen Handlungsreisenden, der sich für sie interessiert. Sowohl die Redegewandtheit als auch die modische Kleidung des gewieften Stadtmenschen Drouet hinterlassen einen bleibenden Eindruck bei Carrie. Nach einer kurzen Unterhaltung tauschen sie ihre Adressen aus, vereinbaren ein Treffen, gehen aber am Bahnhof getrennte Wege, da Carrie darauf besteht.
Angekommen in der engen Wohnung der Familie ihrer Schwester Minnie, stellt Carrie unweigerlich fest, dass Minnie einen niedrigen Lebensstandard hat und beschließt deshalb, das vereinbarte Treffen mit Drouet bei ihrer Schwester abzusagen. Carries Schwager Sven macht sie unmissverständlich darauf aufmerksam, sich bald eine Arbeit zu suchen und die vierköpfige Familie zu unterstützen. Nach einigen gescheiterten Versuchen, einen Job zu finden, beginnt Carrie in einer Schuhfabrik zu arbeiten. Aufgrund der körperlichen Anstrengung wird sie nach kurzer Zeit krank und verliert daraufhin ihre Arbeit. Kurz vor ihrem Entschluss, nach Hause zu fahren, begegnet sie Drouet, der sie zum Essen einlädt. Er bietet ihr seine finanzielle Hilfe an und überzeugt sie, mit ihm in eine gemeinsame Wohnung zusammenzuziehen. Carrie wird zu Drouets Geliebter, nimmt neue Gewohnheiten an und verhält sich ihrem neuen sozialen Status entsprechend.
Drouet macht Carrie mit einem einflussreichen Freund bekannt, dem Geschäftsmann George Hurstwood. Kurz nach ihrer Begegnung beginnt der unglücklich verheiratete Hurstwood eine Affäre mit Carrie. Durch einen Zufall bekommt Carrie die einmalige Möglichkeit, als Schauspielerin im Theater aufzutreten. Begeistert wird sie vom Publikum und von ihren Liebhabern aufgenommen.
Die sozial aufstrebende Ehefrau Hurstwoods stellt ihren Mann nach Gerüchten bezüglich seiner Affäre zur Rede. Sie möchte sich von ihm scheiden lassen und besteht auf ihre finanziellen Ansprüche. Carrie, die erfahren hat, dass Hurstwood verheiratet ist, beschließt, jeglichen Kontakt zu ihm abzubrechen. Aus Verzweiflung stiehlt Hurstwood das Geld seiner Firma und fährt mit Carrie zu dem angeblich im Krankenhaus liegenden Drouet. Auf der Fahrt bemerkt Carrie, dass er sie angelogen hat und sie eigentlich nach Montreal fahren. Carrie reagiert entrüstet, aber lässt sich von Hurstwood überreden, mit ihm ihr Glück zu versuchen. In Kanada plagt ihn sein schlechtes Gewissen, er schickt einen großen Teil des Geldes zurück und beschließt, nach New York zu fahren.
In New York angekommen, mieten die "frisch Verheirateten" eine Sechszimmerwohnung und bezeichnen sich fortan mit dem Nachnamen Wheeler. Während der ersten zwei Jahre können sich die Eheleute finanziell über Wasser halten, haben aber wenig soziale Kontakte. Im dritten Jahr jedoch lernt Carrie ihre neu hergezogene Nachbarin, Frau Vance, kennen und ist auf Anhieb beeindruckt von ihrem exklusiven Lebensstil. Hurstwood verliert seine Arbeit und gesteht ihr seine Situation erst, als er nur noch wenig Geld besitzt. Nach und nach wird Carrie mit ihrem Leben unzufriedener und kann nicht nachvollziehen, warum Hurstwood sich sträubt, eine neue Arbeit zu suchen.
Ihr Streben nach sozialem Aufstieg und nach Luxusgütern und ihre beunruhigende finanzielle Lage stärken in ihr wieder den Wunsch, eine erfolgreiche Schauspielerin zu werden. Zunächst beginnt Carrie, im Theater im Chor zu singen und lernt dort Lola kennen, die ihr das Angebot macht, zusammenzuziehen. Sie verlässt Hurstwood endgültig und erhält eine kleine Rolle im Theaterstück. Während Carrie sich zu einem berühmten Star entwickelt, wird Hurstwood obdachlos und nimmt sich schließlich das Leben. Trotz ihres Erfolges, ihrer Berühmtheit und ihres Geldes wird Carrie nicht glücklich.

## Struktur/Theorie
Theodore Dreisers Roman Sister Carrie, veröffentlicht im Jahre 1901, zählt zum Kanon des Amerikanischen Naturalismus. Die Städte Chicago und New York stellen im Roman verschiedene Stationen der Protagonisten Carrie und Hurstwood dar und sind Schauplätze zweier Experimente, in die die Protagonisten hineinversetzt werden. In diesem Buch scheint Émile Zolas Konzept des experimentellen Romans umgesetzt zu werden. Nach Zolas Vorstellung besteht die Aufgabe des Autors darin, Rahmenbedingungen für die mit verschiedenen Charaktereigenschaften ausgestatteten Protagonisten zu schaffen und sie als quasi Außenstehender zu beobachten, wie sie entsprechend ihren Eigenschaften, den gegebenen Umständen und den äußeren Einflüssen, die ihr Leben determinieren, handeln.
Zu Beginn des Romans ist Carrie ein junges, unerfahrenes, naives und ungebildetes Mädchen. Sie strebt nach materiellen Gütern der Konsumgesellschaft, die sie in der Großstadt Chicago kennenlernt. Sie träumt von einer Schauspielkarriere, aber erst in New York hat sie die nötigen Ambitionen, ihre Ziele zu erreichen. Ausschlaggebend für ihre Veränderung sind ihr Tatendrang, ihre bisher gesammelte Erfahrung, ihre Fähigkeit sich ihrer Umwelt anzupassen und ihr neu erworbenes Selbstbewusstsein. Die selbstsüchtige Carrie ist in New York kein unschuldiges Mädchen mehr und wird trotz ihres unmoralischen Handelns am Ende des Romans nicht bestraft. Stattdessen wird sie erfolgreich und berühmt als Schauspielerin und erreicht somit einen sozialen Aufstieg.
Hurstwood dagegen macht eine umgekehrte Entwicklung durch. Als erfolgreicher, ambitionierter Geschäftsmann wird er zu Beginn des Romans eingeführt. Sein finanzieller und psychischer Absturz beginnt mit der Affäre zu Carrie. Dessen Konsequenz ist, dass er seine Familie verlässt, seine Position als Geschäftsmann und gleichzeitig seinen guten Ruf verliert, Geld stiehlt und zu guter Letzt als einsamer, obdachloser Bettler endet. Sein Selbstmord am Ende des Romans symbolisiert sein absolutes Versagen in New York, da er sich dort nicht zurechtfindet.
Zusammenfassend kann man sagen, dass die Entwicklung der Protagonisten einem X-Schema entspricht: Während der Pfeil, der Carries Leben symbolisiert, nach oben zeigt, geht Hurstwoods Leben steil bergab. In diesem Zusammenhang ist zu erwähnen, dass Carrie sich im Zug nach Chicago in einer ähnlich neuen Lebenslage befindet wie Hurstwood im Zug nach New York. Diese Situationen kann man analog zueinander sehen.

## Das Theater inSister Carrie
Theater als eine Institution sowie auch als eine gesellschaftliche Instanz spielt eine große Rolle im Roman. Es dient als Hauptmetapher im Text für das Leben in der anonymen Großstadt (Chicago und New York) um die Jahrhundertwende. Die bedeutsame Rolle des Theaters wird insbesondere in der Romanszene deutlich, in der Carrie in dem Amateur-Theaterstück Under the Gaslight auftritt. Carries Garderobe hinter der Bühne ist der Ort, an dem die drei Hauptfiguren des Romans aufeinander treffen, welcher die zweite Phase des Romans einleitet, in der Carrie nun mit Hurstwood statt mit Drouet zusammen lebt und sich somit in dem zweiten Abhängigkeitsverhältnis ohne Heirat befindet.

### Die Rolle des Theaters für das gesellschaftliche Leben des 19. Jahrhunderts
Theater spielt auch im gesellschaftlichen Leben eine große Rolle, es ist ein Schauplatz für das Sehen-und-Gesehen-werden. Es sind jedoch nur die wohlhabenden Leute, die die Mittel- und Oberschicht der Gesellschaft bilden, die Zugang zum Theater haben. Dies wird deutlich in der Szene, in der Hurstwood Carrie, die zu diesem Zeitpunkt schon ein gefeierter Star des New Yorker Theaters ist, aufsucht, jedoch keinen Zugang ins Theater erhält wegen seiner äußeren Erscheinung.
Das Theater im Roman symbolisiert ein gesellschaftliches Ereignis, welches die Instanz der neuen Unterhaltungskultur bildet. In der Stadt dient das Theater als Schauplatz gesellschaftlicher Ereignisse. Demzufolge ist Theater in Sister Carrie eine Metapher für die so genannte society of the spectacle – eine kritische Auseinandersetzung Guy Debords mit der kapitalistischen Ideologie des Konsums –, die soziale Beziehungen durch Konsum von Waren ersetzt. Darüber hinaus werden Theaterstücke mitunter als Vorbilder für normatives gesellschaftliches Verhalten gesehen.
Im Roman repräsentiert das Theater auch die Möglichkeit für einen sozialen Aufstieg: Es ist sogar die einzige Möglichkeit für Carrie zu einem Aufstieg in der Gesellschaft überhaupt. Sie besitzt keine beruflichen Qualifikationen und sie ist nicht gebildet. Sie kann jedoch gut imitieren, andere Menschen nachahmen und besitzt eine nötige Eitelkeit um all dies glaubwürdig darzustellen. Das Theater gibt ihr die Möglichkeit zum Ausdruck, und was noch wichtiger ist, eine Möglichkeit zum Verdienst. Es bietet ihr die Möglichkeit unabhängig zu sein, sich auf sich selbst verlassen zu können und auf diese Fähigkeit, die sie am besten beherrscht, ihr Leben aufzubauen.

### "Verlust der Unschuld" und Prostitution als Metapher
In dieser Hinsicht bleibt Carrie nach dem "Verlust ihrer Unschuld" eine Art Prostituierte. Anfangs ist sie eine Art Prostituierte durch die Abhängigkeit von Drouet und Hurstwood, später im Theater. In Chicago lebt sie in finanzieller Abhängigkeit von Drouet, später in New York von Hurstwood. In New York City kann sie sich letztendlich durch ihre Karriere als Schauspielerin finanziell unabhängig in der Gesellschaft bewegen, wobei ihr Erfolg jedoch auf dem Äußeren, auf ihrer Schönheit, sowie auf ihrer Fähigkeit zur Imitation basiert, auf Grund dessen ihr der soziale Aufstieg gelungen ist.

#### "Verlust der Unschuld"
Carries "Fall", bzw. ihr "Verlust der Unschuld" (fall from innocence) ist im Roman an jener Stelle versinnbildlicht, als sie die Eindrücke der Stadt mit Wärme verbindet. In dieser Szene hält Drouet ihre Hand freundlich und schlendert mit ihr gemeinsam durch die Stadt. Während Carrie ihren Blick in den Straßen der Stadt träumerisch schweifen lässt, blickt Drouet sie unverwandt an:

„He took her hand and held it genially. He looked steadily at her as she glanced about, warmly musing.“

Diese unterschiedliche Blickrichtungen und -arten, sowie zwei direkt anschließende Szenen noch im selben Kapitel verraten etwas über die Veränderung der Beziehung zwischen Carrie und Drouet und deuten an, dass Carrie mit Drouet eine intime Liebesbeziehung eingeht, ohne mit ihm verheiratet zu sein. Diese Form des Zusammenlebens wurde im ausgehenden 19. Jahrhundert sowie auch Anfang des 20. Jahrhunderts als "Verlust der Unschuld" und des Anstands junger Frauen betrachtet.
Drouets steter Blick wirkt wie ein Raubtier, welches sein Opfer fixiert, während Carries schweifender und träumender Blick, hypnotisiert von den Eindrücken der Stadt, das perfekte Opfer darstellt:

„She was again the victim of the city’s hypnotic influence.“

Sie bemerkt Drouets Blick in diesem Moment nicht einmal. Anschließend an die Szene des durch die Stadt schlendernden Paares träumt Carries Schwester Minnie von einem großen Verlust und dem Fall Carries von einem Felsen. Eine zweite nachfolgende Szene zeigt wie Drouet eine Woche nach der Szene mit Carrie Hurstwood in dessen Büro besucht, um ihn in zu einem Besuch seines neuen Heims mit Carrie einzuladen. Auf diesem Wege erfahren wir von dem Zusammenzug von Carrie mit Drouet in eine gemeinsame Wohnung. Während Carries gesellschaftlicher „Fall“, bzw. „Verlust ihrer Unschuld“ in Minnies Traum sinnbildlich durch Carries Fallen von einem rutschigen Felsen dargestellt wird, stellt die zweite Szene, in der Drouet Hurstwood zu einem Abend zu dritt einlädt, die Präsentation seiner Trophäe Carrie gegenüber seinem Freund dar. Drouet hat Carrie also erobert, während Carrie sich Sorgen um ihren gesellschaftlichen Status aufgrund ihrer verlorenen Unschuld macht:

„'Oh,' thought Drouet, 'how delicious is my conquest.' 'Ah,' thought Carrie, with mournful misgivings, 'what is it I have lost?'“

#### Prostitution als Metapher
Die finanzielle Abhängigkeit von ihren zwei Verehrern Drouet und Hurstwood und der damit einhergehende "Verlust der Unschuld" sowie ihre Tätigkeit als erfolgreiche Schauspielerin kann metaphorisch als eine Form der Prostitution interpretiert werden. In beiden Fällen, sowohl in ihren Liebesverhältnissen, als auch in der schauspielerischen Darstellung auf der Theaterbühne werden auf Carrie männliche Phantasien idealisierter Weiblichkeit projiziert. Die metaphorische Prostitution Carries beginnt mit ihrer Passivität – gekoppelt mit ihrer Käuflichkeit aufgrund ihrer materiellen Sehnsüchte –, und wird im Verlauf des Romans durch ihr Talent zur Imitation fortgeführt. Dabei steigert sie ihre Attraktivität und Popularität durch die Perfektion der Imitation. Diese verlangt allein ihre äußerliche Erscheinung und die Performanz weiblicher körperlicher Grazie, die Carrie als gesellschaftlich standardisiertes Ideal von Weiblichkeit bedient und somit eine gesellschaftliche Rolle erfüllt. Statt der Rolle der ehrbaren verheirateten Frau übernimmt sie die Rolle der schönen, unerreichbaren und gefährlichen gesellschaftlichen Figur der Prostituierten – für ihre Liebhaber als auch fürs Theaterpublikum.
Im Fall der beiden Verehrer wird sie für die beiden Männer ausgerechnet in jenem Moment besonders begehrenswert, als sie ihre Unsicherheit während der Aufführung ihres ersten Auftritts des Amateur-Theaterstücks überwindet und das Publikum durch ihr Schauspiel in den Bann zieht. Ihre Attraktivität erhöht sich demnach durch diesen ersten Auftritt, mit dem sie Macht über ihre Verehrer erhält:

„They only saw their idol, moving about with appealing grace, continuing a power which to them was a revelation.“

In dieser Romanszene wird das Zusammentreffen des Begehrens ihrer Liebhaber sowie des Theaterpublikums deutlich. Liebhaber und Publikum sind gleichermaßen von Carrie begeistert und fasziniert. Genauso wie Prostituierte gleichzeitig bewundert und aufgrund ihrer Macht gefürchtet werden, erfährt Carrie in dem Moment des Erfolgs und der Unabhängigkeit den unangenehmen Beigeschmack dieser Macht. Sie bemerkt, dass sie die Position einer Prostituierten eingenommen hat:

„The independence of success now made its first faint showing. With the tables turned, she was looking down, rather than up, to her lover.“

Statt sich also an ihrer machtvollen Position zu erfreuen, erkennt sie in diesem Erfolg die negative Implikation.

## Verfilmung
1952 wurde die Romanvorlage verfilmt.

## Ausgaben
- Theodore Dreiser: Schwester Carrie. aus dem Englischen von Anna Nußbaum. Paul Zsolnay, Wien 1929.
- Theodore Dreiser: Schwester Carrie. Ille & Riemer, Leipzig/ Weißenfels 2004, ISBN 3-936308-20-9. (Neuausgabe der Nußbaum-Übersetzung mit einem Nachwort von Prof. Dr. Heike Paul)
- Theodore Dreiser: Sister Carrie. aus dem Englischen ins Deutsche übersetzt von Susann Urban. Verlag Die Andere Bibliothek, Berlin 2017, ISBN 978-3-8477-0392-1. (Nachwort: Ilija Trojanow; erstmals aus der ungekürzten Urfassung übersetzt)